# 방화문

교체된 방화문

방화문(防火門, fireproof door)은 소방시설의 일종이다. 일반적으로 사람의 통행이 가능하지만, 화재 시 화염의 침투를 방지하도록 설계되어 있다. 따라서 화재 피해의 방지에 중요한 역할을 한다.
방화문은 화재시 화염의 전파를 최소화하고 피난 경로를 확보하는 데 매우 중요한 시설이다. 방화문은 일정 기간마다 수시 점검이 의무화되고 있다.